# Jamaikanische Badminton-Juniorenmeisterschaft
Jamaikanische Badminton-Juniorenmeisterschaften werden seit 1958 ausgetragen. Titelkämpfe der Erwachsenen gibt es dagegen schon seit 1937.

## Die Titelträger
| Saison    | Herreneinzel       | Dameneinzel               | Herrendoppel                         | Damendoppel                           | Mixed                                 |
| --------- | ------------------ | ------------------------- | ------------------------------------ | ------------------------------------- | ------------------------------------- |
| 1958 1962 | keine Daten        | keine Daten               | keine Daten                          | keine Daten                           | keine Daten                           |
| 1963      | Dennis Ziadie      | Eugenie Crompton Nicholas | Dennis Ziadie Balfe Bradley          |                                       | Dennis Ziadie Beverley Haddad         |
| 1964      | keine Daten        | keine Daten               | keine Daten                          | keine Daten                           | keine Daten                           |
| 1965      | Geoffrey Haddad    | Jennifer Haddad           | Geoffrey Haddad Francis Dalhouse     |                                       |                                       |
| 1966      | Geoffrey Haddad    | Joan Moosie               | Geoffrey Haddad Francis Dalhouse     |                                       | Geoffrey Haddad Jennifer Haddad       |
| 1967      | Richard Wong       |                           |                                      |                                       |                                       |
| 1968      | Geoffrey Haddad    | Jennifer Haddad           | Geoffrey Haddad Richard Wong         | Jennifer Haddad Beverley Haddad       | Geoffrey Haddad Jennifer Haddad       |
| 1969      | Peter Wong Ken     | Jennifer Haddad           |                                      | Jennifer Haddad Beverley Haddad       |                                       |
| 1970      | Richard Wong       | Jennifer Haddad           | Peter Wong Ken Junior Moo Young      | Jennifer Haddad Beverley Haddad       | Richard Wong Jennifer Haddad          |
| 1971 1974 | keine Daten        | keine Daten               | keine Daten                          | keine Daten                           | keine Daten                           |
| 1974      | Andre Chin         |                           | Brian Haddad                         |                                       | Brian Haddad Debbie DaCosta           |
| 1975      | George Hugh        | Anna Kay van de Groot     | Brian Haddad Wayne Chung             | Anna Kay van de Groot Christine Chung | George Hugh Anna Kay van de Groot     |
| 1976 1977 | keine Daten        | keine Daten               | keine Daten                          | keine Daten                           | keine Daten                           |
| 1978      | Tommy Lee          | Carol Leyow               | Tommy Lee Ian Miles                  | Carol Leyow Lorraine Sin Quee         | Tommy Lee Carol Leyow                 |
| 1979      | Robert Richards    |                           |                                      |                                       |                                       |
| 1980 1985 | keine Daten        | keine Daten               | keine Daten                          | keine Daten                           | keine Daten                           |
| 1986      | Garrick Edwards    | April Chen                | Bruce Levy Damian Grant              | Abagail Johnson Michele Scholefield   | Garrick Edwards April Chen            |
| 1987      | keine Daten        | keine Daten               | keine Daten                          | keine Daten                           | keine Daten                           |
| 1988      |                    | Christine Leyow           |                                      | Christine Leyow                       | Christine Leyow                       |
| 1989 1991 | keine Daten        | keine Daten               | keine Daten                          | keine Daten                           | keine Daten                           |
| 1992      | Garth Walker       | Lenacinth Simpson         | Garth Walker Nell Abrahams           | Lenacinth Simpson Veroneek McFarlane  | Constantine Collind Lenacinth Simpson |
| 1993 1994 | keine Daten        | keine Daten               | keine Daten                          | keine Daten                           | keine Daten                           |
| 1995      |                    | Nigella Saunders          |                                      | Nigella Saunders Alya Lewis           | Andre Stewart Nigella Saunders        |
| 1996 2003 | keine Daten        | keine Daten               | keine Daten                          | keine Daten                           | keine Daten                           |
| 2004      | Vishwanauth Tolan  |                           | Vishwanauth Tolan                    |                                       | Vishwanauth Tolan                     |
| 2005      | Vishwanauth Tolan  | Shenelle Peart            | Vishwanauth Tolan Kyle Wong Chew Onn | Geordine Henry Shawnekka Phillips     | Vishwanauth Tolan Shawnekka Phillips  |
| 2006      | Gareth Henry       | Shenelle Peart            | Willroy Myles Dayvon Reid            | Shenelle Peart Alyssa Woon            | Gareth Henry Geordine Henry           |
| 2007      | Gareth Henry       | Mikaylia Haldane          | Gareth Henry Chadwick Parsons        | Crystal Blake Alicia Lewis            | Shawn Forrester Crystal Blake         |
| 2008      | Gareth Henry       | Mikaylia Haldane          | Tossainte Taylor Shawn Forrester     | Mikaylia Haldane Alicia Lewis         | Gareth Henry Mikaylia Haldane         |
| 2009      | Dennis Coke        | Shana-Kay Bailey          | Dennis Coke Anthony McNee            | Mikaylia Haldane Micole Simpson       | Anthony McNee Shana-Kay Bailey        |
| 2010      | Anthony McNee      | Mikaylia Haldane          | Gerald Isaacs Jonathon David Smith   | Sheinell Hyatt Shameka Pink           | Gerald Isaacs Mikaylia Haldane        |
| 2011      | Anthony McNee      | Katherine Wynter          | Anthony McNee Jonathon David Smith   | Sue-Ann Berry Diamond Cassanova       | Anthony McNee Katherine Wynter        |
| 2012      | Jamari Rose        | Katherine Wynter          | Samuel Ricketts Sean Wilson          | Katherine Wynter Christina Petri      | Jamari Rose Katherine Wynter          |
| 2013      | keine Daten        | keine Daten               | keine Daten                          | keine Daten                           | keine Daten                           |
| 2014      | Samuel Ricketts    | Katherine Wynter          | Shane Wilson Tremar Barham           | nicht ausgetragen                     | Samuel Ricketts Katherine Wynter      |
| 2015      | Matthew Lee        | Esther Reynolds           | Matthew Lee Kenneth Anglin           | nicht ausgetragen                     | Shaquille Palmer Iesha Gordon         |
| 2016 2018 | keine Daten        | keine Daten               | keine Daten                          | keine Daten                           | keine Daten                           |
| 2019      | Mickhaile Williams | Tahlia Richardson         | Mickhaile Williams Adam Taylor       | Tahlia Richardson Aaliyah Walker      | Mickhaile Williams Tahlia Richardson  |
| 2020      | nicht ausgetragen  | nicht ausgetragen         | nicht ausgetragen                    | nicht ausgetragen                     | nicht ausgetragen                     |
| 2021 2024 | keine Daten        | keine Daten               | keine Daten                          | keine Daten                           | keine Daten                           |